# Subaru FA
Subaru FA — четырёхцилиндровый бензиновый двигатель внутреннего сгорания, устанавливаемый на автомобили Subaru и Toyota. Является производной версией от двигателя FB. Основные цели конструкции двигателя FA — усилия по снижению массы при сохранении долговечности. Несмотря на то, что двигатели FA и FB относятся к третьему поколению оппозитных двигателей Subaru, двигатель FA имеет очень мало общего с двигателем FB в отдельных деталях, с другим блоком цилиндров, головкой блока цилиндров, шатунами и поршнями.

## Разработка
Двигатели серии FA были разработаны для Subaru BRZ, а первый двигатель серии FA, FA20D, был спроектирован таким образом, чтобы его устанавливали как можно ниже и сводили к минимуму полярный момент инерции для улучшения динамической реакции и управляемости. Двигатель FA имеет уменьшенный масляный поддон и укороченный впускной коллектор для уменьшения высоты оси вращения двигателя (в отличие от двигателя Subaru FB). Двигатели FA и FB имеют мало общих деталей.
Вариант FA20 с прямым впрыском и турбонаддувом, FA20F, был представлен в конце 2012 года параллельно с Legacy GT (для японского рынка), а в США — в 2014 модельном году параллельно с Subaru Forester. Степень сжатия FA20F составляет 12,5:1, а степень сжатия FA20D — 10,6:1. Переработанный вариант FA20F был представлен в 2015 модельном году на Subaru WRX. Для увеличения пиковой мощности распределительные валы, коромысла, давление наддува, интеркулер и выхлопная система были переработаны.

## FA20
В отличие от двигателя FB20, чьи диаметр цилиндра и ход поршня составляют 84 мм × 90 мм, а рабочий объём — 2,0 л (1995 см3), диаметр цилиндра и ход поршня двигателя FA20 составляют 86 мм, а рабочий объём — 2,0 л (1998 см3).
Технические характеристики:
- Объём: 2,0 л (1998 см3)
- Диаметр цилиндра × ход поршня: 86 мм

### FA20D

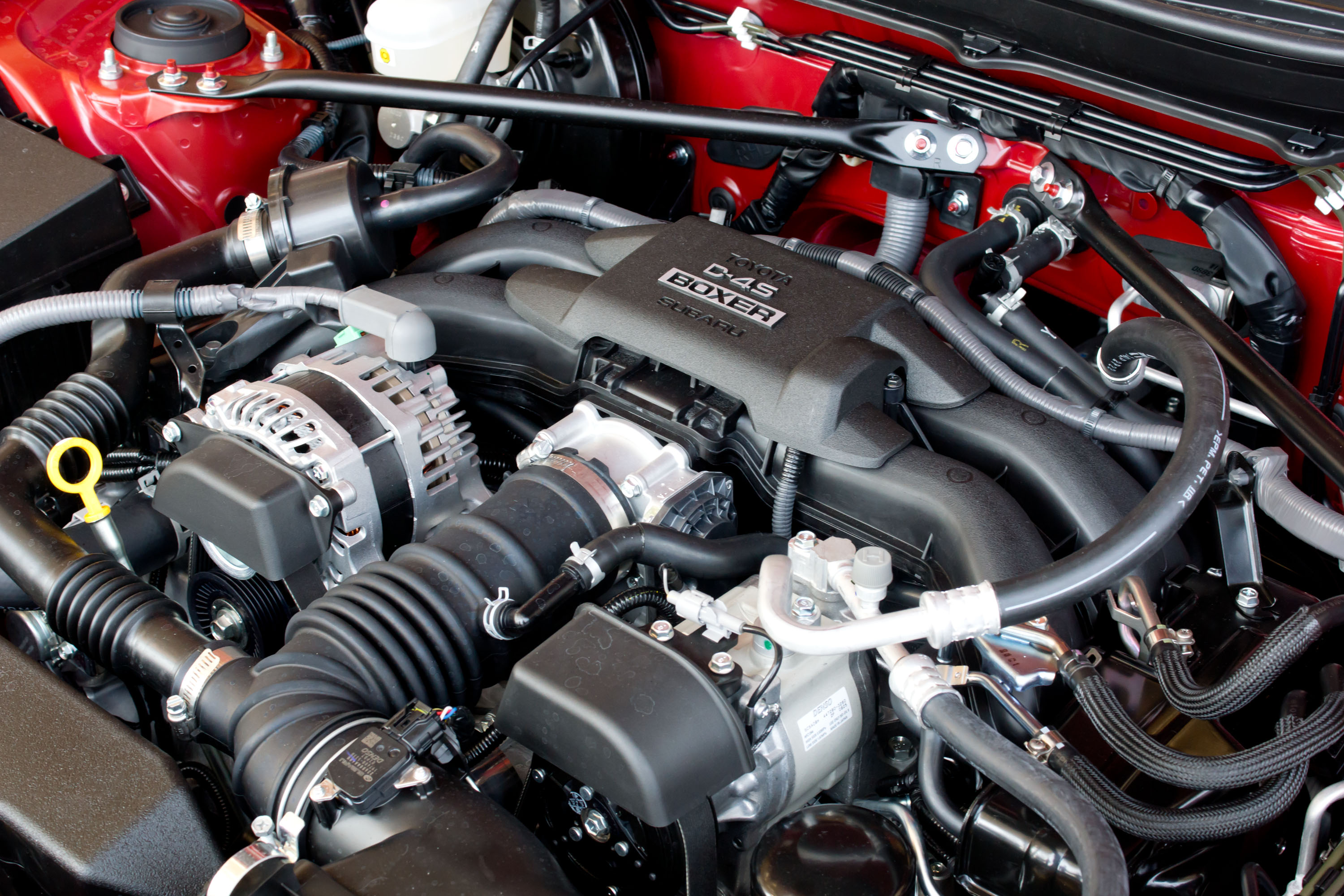
Subaru FA20D

Двигатель FA20D имеет как прямой, так и портовый впрыск (система впрыска Toyota D-4S), включая систему изменения фаз газораспределения Subaru AVCS. Двигатель применяется в Subaru BRZ. Компания Toyota выпускает похожий двигатель, получивший название 4U-GSE. Двигатель устанавливается на Toyota 86 и Scion FR-S. По словам Subaru, рекомендуется масло 0W-20.
Организация Wards Auto включила двигатель FA20D в список «10 лучших двигателей» за 2013 год.
- Степень сжатия: 12,5:1
- Применение: 2012—2016 Subaru BRZ/Toyota GT86
  - Мощность: 147 кВт (197 л. с.) при 7000 об/мин
  - Крутящий момент: 205 Н⋅м при 6400—6600 об/мин
- Применение: 2017—2020 Subaru BRZ/Toyota GT86 (механическая коробка передач)
  - Мощность: 153 кВт (205 л. с.) при 7000 об/мин
  - Крутящий момент: 212 Н⋅м при 6400 об/мин

### FA20F

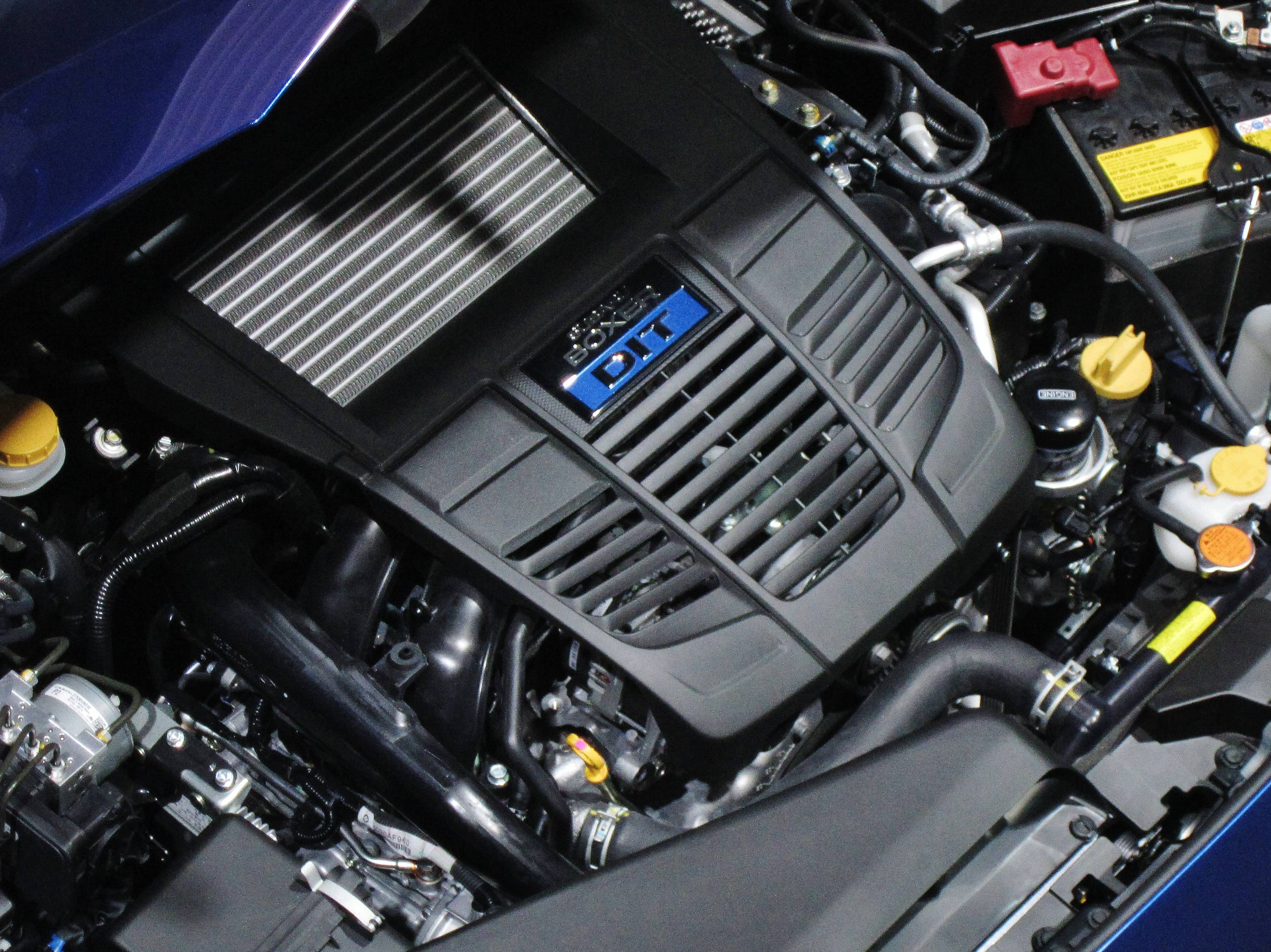
Subaru FA20F

Двигатель FA20F с непосредственным впрыском топлива и турбокомпрессором с двойной спиралью был представлен в 2012 году. Также известен как FA20DIT. В 2015—2016 годах двигатель был включён в список Wards Auto «10 лучших двигателей».
- Степень сжатия: 10,6:1[8]
- Сборка: Оидзуми, Япония[8]
- Порядок работы цилиндров: 1—3—2—4[8]
- 2012—2014 JDM Subaru Legacy 2.0GT DIT, 2014—2020 Subaru Levorg и 2015—2021 JDM Subaru WRX S4
  - Мощность: 221 кВт (296 л. с.) при 5600 об/мин
  - Крутящий момент: 400 Н·м при 2000—4800 об/мин
- 2014—2018 USDM Subaru Forester под маркой Forester XT:
  - Мощность: 186 кВт (250 л. с.) при 5600 об/мин
  - Крутящий момент: 350 Н·м при 2000—4800 об/мин
- 2014—2018 JDM Subaru Forester под маркой Forester XT:
  - Мощность: 206 кВт (276 л. с.) при 5600 об/мин
  - Крутящий момент: 350 Н·м при 2000—5200 об/мин
- 2015—2021 USDM Subaru WRX:
  - Мощность: 200 кВт (268 л. с.) при 5600 об/мин
  - Крутящий момент: 350 Н·м при 2000—5200 об/мин
  - Красная зона: 6700 об/мин[8]

## FA24
Технические характеристики:
- Объём: 2,4 л (2387 см3)
- Диаметр цилиндра: 94 мм
- Ход поршня: 86 мм

### FA24F

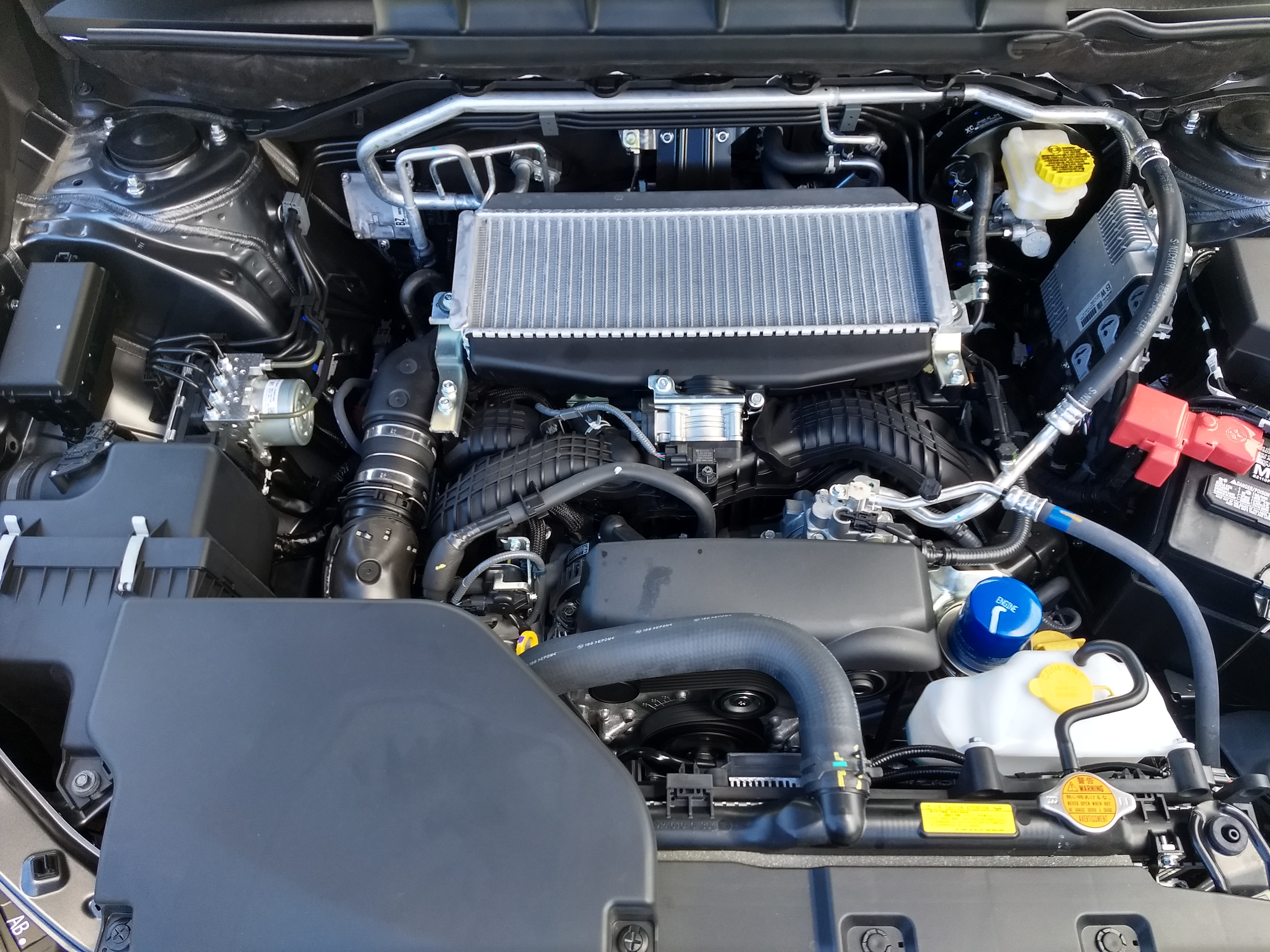
Subaru FA24F

Впервые двигатель FA24F был представлен в 2018 году на Subaru Ascent. В отличие от FA20, рабочий объём увеличен до 2,4 л (2387 см3), а диаметр цилиндра — до 94 мм. Двигатель имеет алюминиевые блок цилиндров и головку блока цилиндров, что уменьшает массу и время прогрева. Непосредственный впрыск и турбонагнетатель используются для обеспечения мощности, сравнимой с шестицилиндровыми атмосферными двигателями. Топливо — 87 AKI. В 2019 году на Чикагском автосалоне был представлен седан Subaru Legacy, продаваемый с осени 2019 года и опционально оснащённый двигателем FA24. В 2020 модельном году Subaru Outback также опционально оснащался двигателем FA24.
- Степень сжатия: 10,6:1
- 2019+ USDM Subaru Ascent, 2020+ USDM Subaru Legacy под марками Legacy XT и Sport, 2020+ USDM Subaru Outback под маркой Outback XT и 2022+ USDM Subaru Outback под маркой Outback Wilderness
  - Мощность: 194 кВт (260 л. с.) при 5600 об/мин
  - Крутящий момент: 376 Н⋅м при 2000—4800 об/мин
- 2022+ Global Subaru WRX, 2022+ Global Subaru Levorg под маркой WRX Sportswagon/WRX GT
  - Мощность: 202 кВт (271 л. с.) при 5600 об/мин
  - Крутящий момент: 350 Н⋅м при 2000—4800 об/мин
- 2022+ JDM Subaru WRX[13], 2022+ JDM Subaru Levorg под маркой STi Sport R[14]
  - Мощность: 202 кВт (271 л. с.) при 5600 об/мин
  - Крутящий момент: 376 Н⋅м при 2000—4800 об/мин

### FA24D

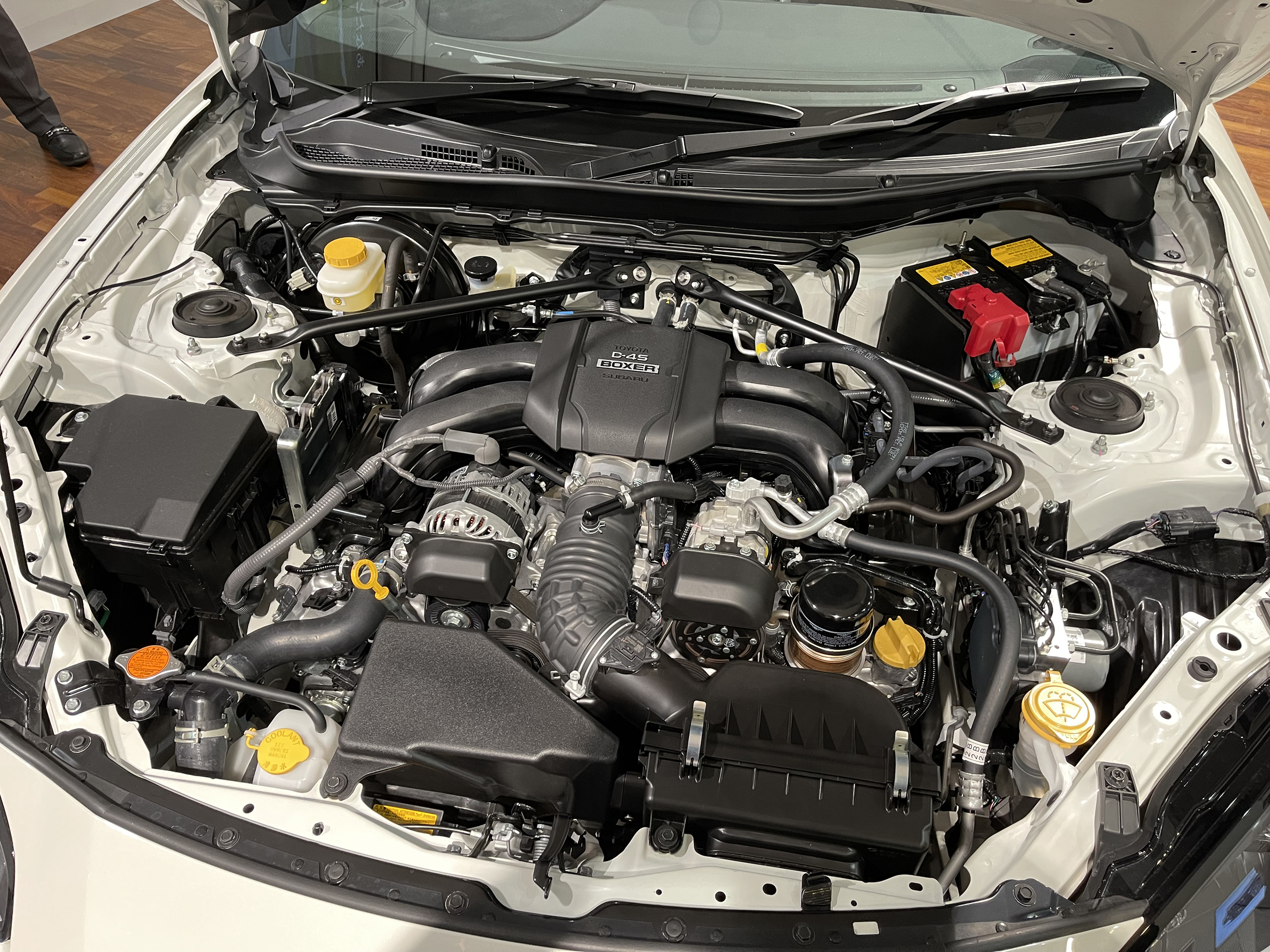
Двигатель FA24D

В двигателе FA24D, как и в двигателе FA20D, применяется система впрыска топлива Toyota D-4S, которая сочетает в себе непосредственный впрыск и многоточечный впрыск. Двигатель имеет тот же рабочий объём, что и двигатель FA24F с турбонаддувом с идентичными диаметром цилиндра и ходом поршня 94 × 86 мм, однако степень сжатия увеличена до 12,5:1. Установка двигателя FA24F на Subaru BRZ/Toyota 86 второго поколения потребовала бы повышения цены и общего центра тяжести, поэтому вместо этого было выбрано естественное стремление. Кривая крутящего момента была переработана, при этом пиковый крутящий момент приходился на более низкую частоту вращения двигателя и без значительного снижения крутящего момента между 3000 и 5000 об/мин, продемонстрированного в двигателе FA20D, что произошло в результате настройки двигателя FA24D для экономии топлива. Также был добавлен масляный радиатор. Отличие заключается в том, что для двигателя Toyota GR86 2022 года требуется масло, соответствующее стандарту ILSAC GF-5, в то время как для двигателя GR86 2023 года требуется масло, соответствующее стандарту ILSAC GF-6A. На таких рынках, как Австралия, в двигателе Subaru BRZ 2022 года по-прежнему используются масла ILSAC GF-5, ACEA A3 и ACEA A5.
- Степень сжатия: 12,5:1
- 2022+ Subaru BRZ[17]/Toyota GR86
  - Мощность: 170—174 кВт (228—234 л. с.) при 7000 об/мин[18]
  - Крутящий момент: 250 Н⋅м при 3700 об/мин

В некоторых регионах двигатель оснащён дополнительным угольным фильтром, который немного ограничивает впуск.